# U-Bahn-Station Schottentor
Die Station Schottentor, auch Schottentor-Universität, ist eine zweigeschoßige U-Bahn-Station der Linie U2 im 1. Wiener Gemeindebezirk Innere Stadt unterhalb der Maria-Theresien-Straße. Der Name der Station leitet sich vom gleichnamigen Schottentor her, einem ehemaligen Tor in der Wiener Stadtmauer, das 1860 abgetragen wurde.

## Das Bauwerk
Das Verkehrsbauwerk Schottentor zählt zu den meistfrequentierten Knoten des öffentlichen Verkehrs in Wien. Hier treffen insgesamt 13 Linien aufeinander. Neben der U2 sind das die über den Ring verkehrenden Durchgangs-Straßenbahnlinien D, 1 und 71, die Radiallinien 37, 38, 40, 41, 42, 43 und 44 sowie die Buslinien 1A und 40A haben hier ihre Endstation. Die Haltestelle der Buslinie 40A befindet sich abseits der Straßenbahnhaltestellen in der Hohenstaufengasse, die der Linie 1A innerhalb der Ringstraße in der Schottengasse. Das hohe Verkehrsaufkommen ist vor allem auf die angrenzende Universität und die hohe Zahl der zusammentreffenden Verkehrslinien zurückzuführen. Durch die U5 soll die Station entlastet werden, da diese Fahrgäste der radialen Straßenbahnlinien aufnimmt.
Ende 2024 wurde die Arbeit Einen Augenblick Zeit von Hofstetter Kurt, die von 1994 bis 2009 am Wiener Südbahnhof installiert war, in der U-Bahn-Station reinstalliert.

## Geschichte

### Straßenbahnkreuzung

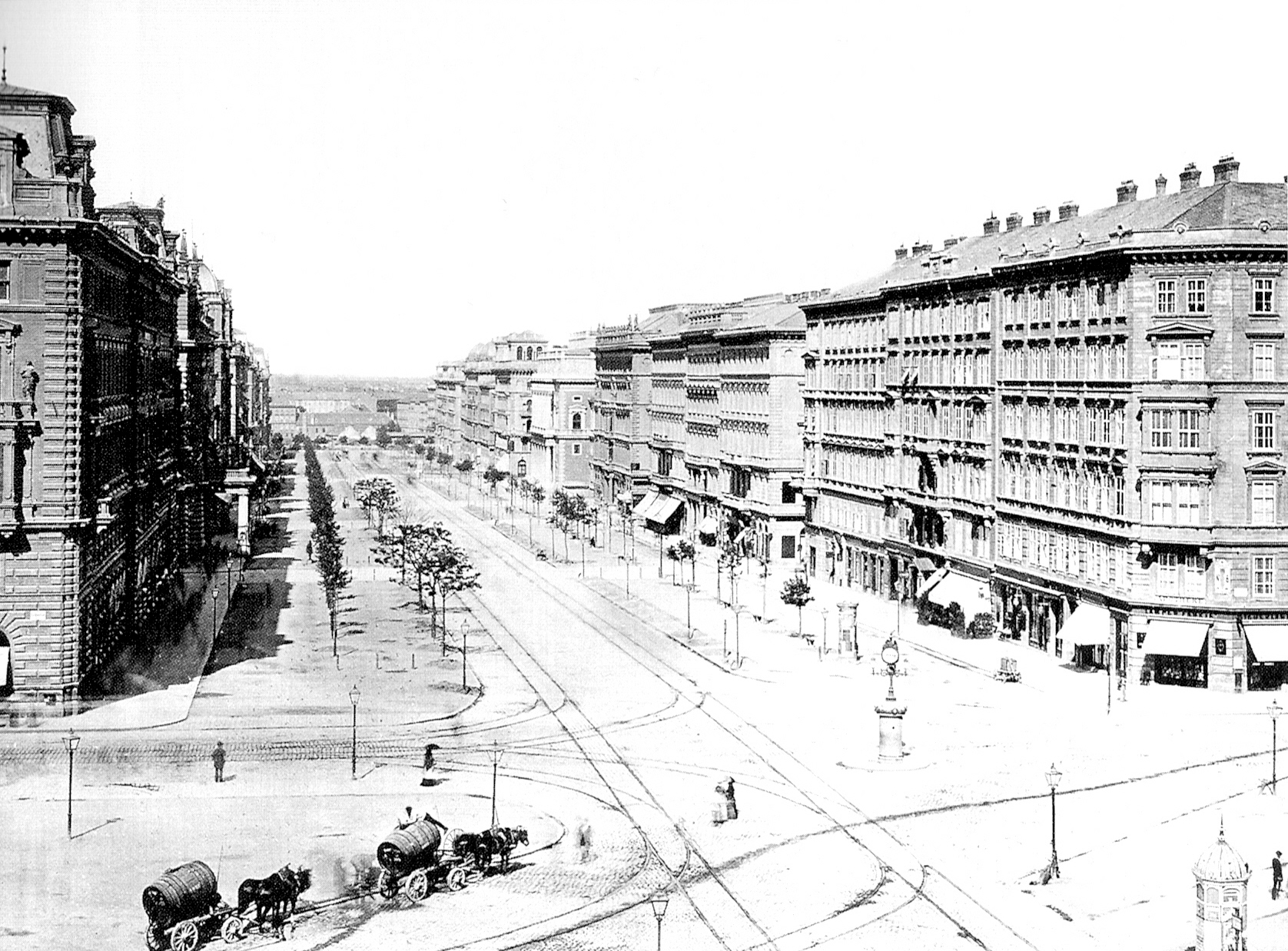
Tramwaykreuzung am Schottentor um 1875

Nach der Schleifung der Stadtmauer resultierte die Planung der Ringstraße und der Votivkirche in einer 5-armigen Straßenkreuzung am ehemaligen Schottentor. Diese ist Ausgangspunkt der an der Ecke zur Universität stadtauswärts führenden Universitätsstraße und der einen Häuserblock außerhalb des Rings beginnenden Währinger Straße, die aus der Schottengasse übergeht. Mit der Eröffnung der ersten beiden Straßenbahnstrecken Wiens, der Linie vom Schottentor nach Dornbach 1865 und der Ringlinie 1868–1869, wurde die Kreuzung auch zu einem Knotenpunkt der „Pferdetramway“, die Linie nach Döbling folgte 1870.

### Jonasreindl

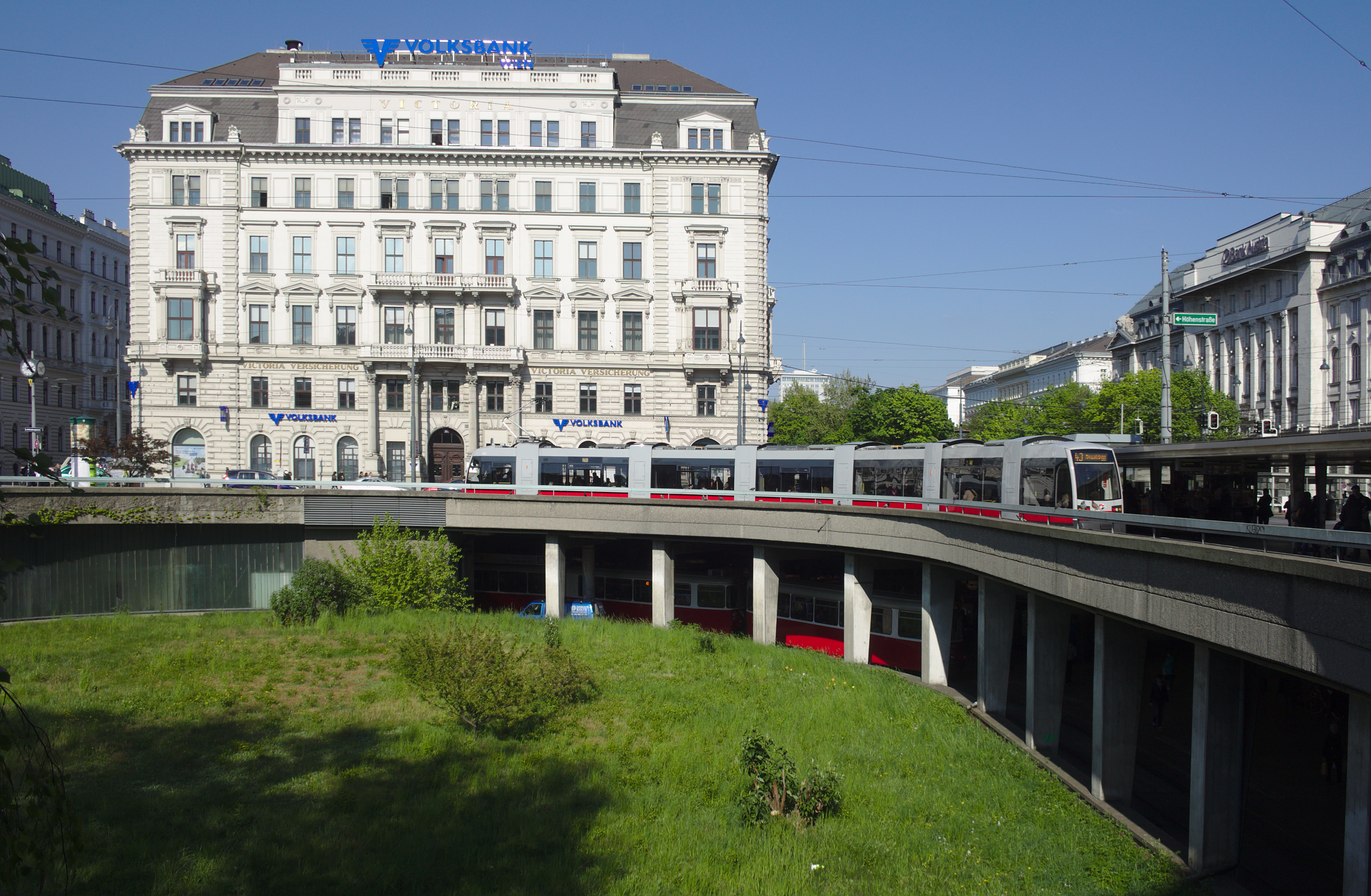
Die zweigeschoßige Straßenbahnschleife des Jonasreindls

Am 29. April 1961 wurde für die Straßenbahnlinien eine ober- und am 16. September 1961 eine unterirdische Schleifenanlage eröffnet, die die Auflassung mehrerer oberirdischer Schleifen erlaubte, die teilweise innerhalb der Ringstraße lagen. Wegen der ovalen Form, die von oben gesehen zusammen mit der Straßenbahnrampe zur Währinger Straße an eine Pfanne oder eine Kasserolle (auf Wienerisch: „Reindl“) erinnert, sowie in Anlehnung an den damaligen Bürgermeister Franz Jonas wird diese Schleifenanlage bis heute von vielen Wienern Jonas-Reindl bzw. Jonasreindl genannt.
Über die oberirdische Schleife werden die aus der Universitätsstraße kommenden Züge der Linien 43 und 44 geführt, die Schleife im ersten Untergeschoß wird von den aus der Währinger Straße kommenden Linien 37, 38, 40, 41 und 42 benützt. Baulich berücksichtigt wurde eine Verlängerung der unterirdischen Straßenbahn entlang der Herrengasse zur Oper, die nach Planung der Wiener U-Bahn Mitte der 1960er Jahre nicht mehr erwogen wurde.
Verbunden mit den Straßenbahnschleifen ist eine unterirdische Fußgängerpassage, die über feste Stiegen und Rolltreppen erreichbar ist und die unterirdische Querung der Ringstraße und der Schottengasse erlaubt. In der sogenannten Schottenpassage und an der unterirdischen Schleife befinden sich Schnellimbisse, diverse Geschäfte sowie eine Toilettenanlage.

### U-Bahn
Als in den späten 1970er Jahren die unter der Zweierlinie verkehrende U-Straßenbahn zur U-Bahn-Linie U2 umgebaut und verlängert wurde, wurde 1980 die Station Schottentor in einem zweiten Untergeschoß errichtet. Die Verbindung des Mittelbahnsteigs der neuen U-Bahn-Station zum Jonasreindl wurde der wichtigste Zugang zur Station. Architekt der Passage und der Verbindung zur U-Bahn war Kurt Schlauss. Nachträglich wurden neben den Rolltreppen auch Personenaufzüge eingebaut. Ein weiterer Ausgang führt vom anderen Ende des U-Bahnsteiges via Fest- und Rolltreppen zur Hohenstaufengasse.

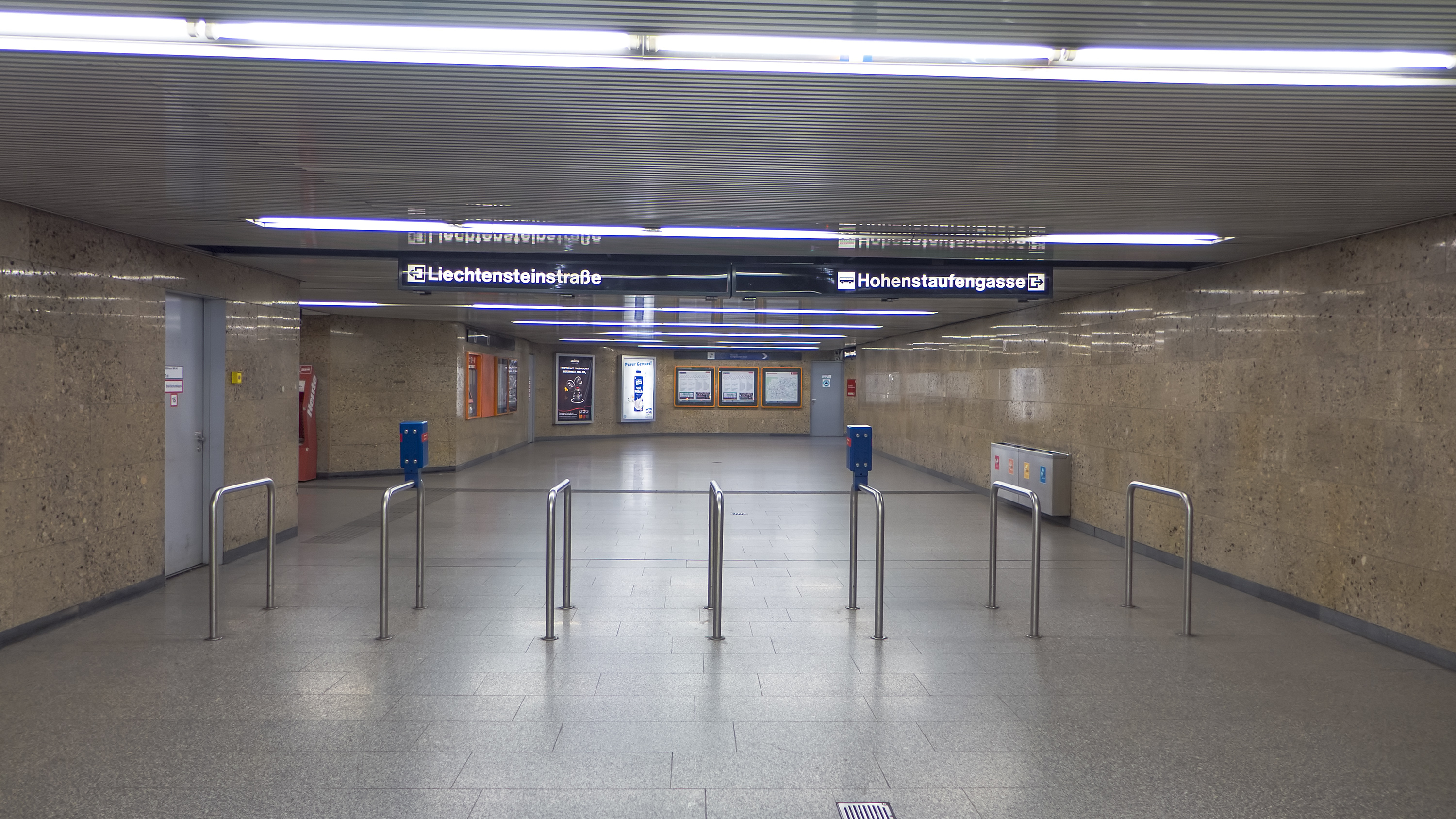
In der Station
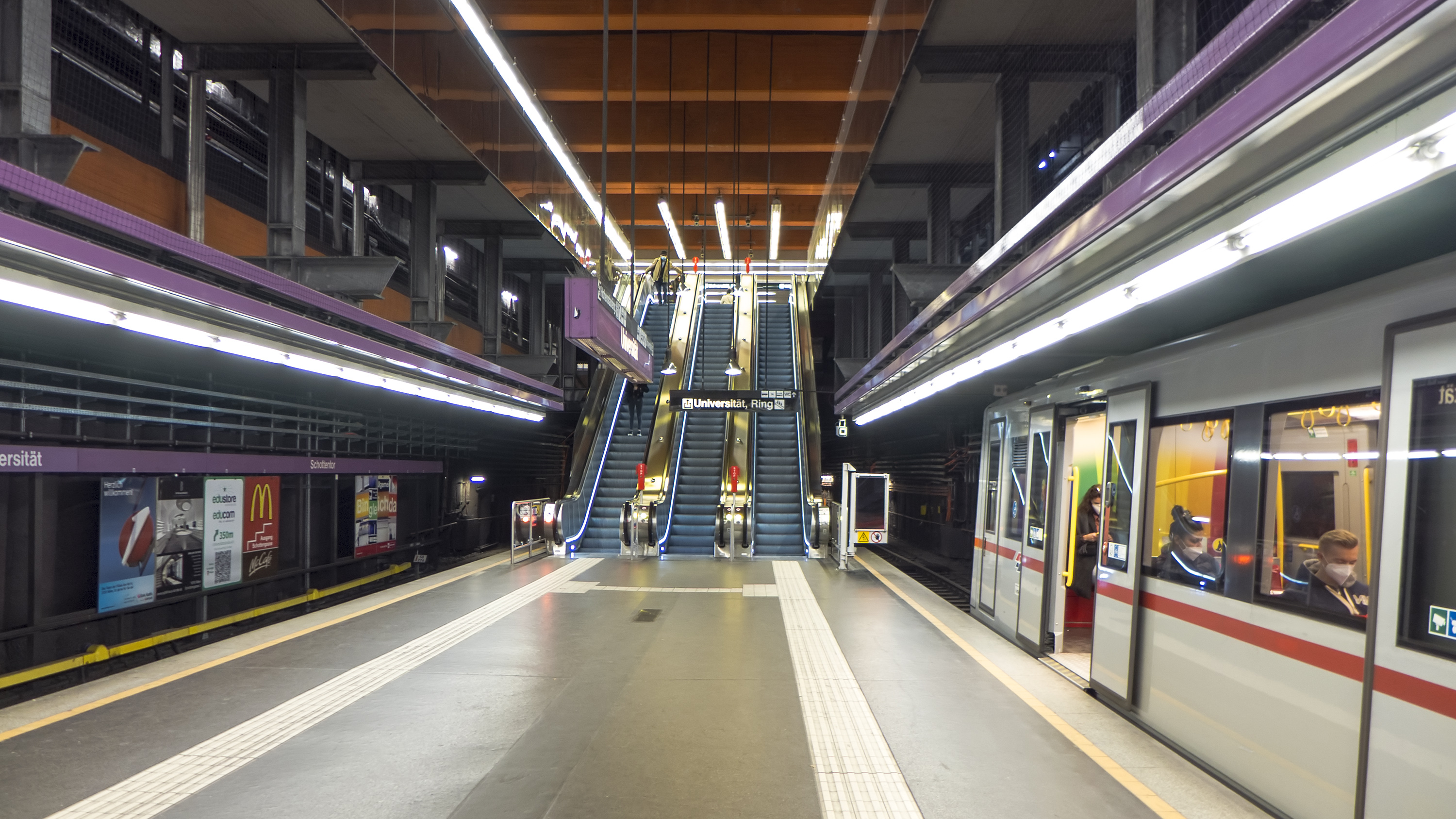
Bahnsteig der Station
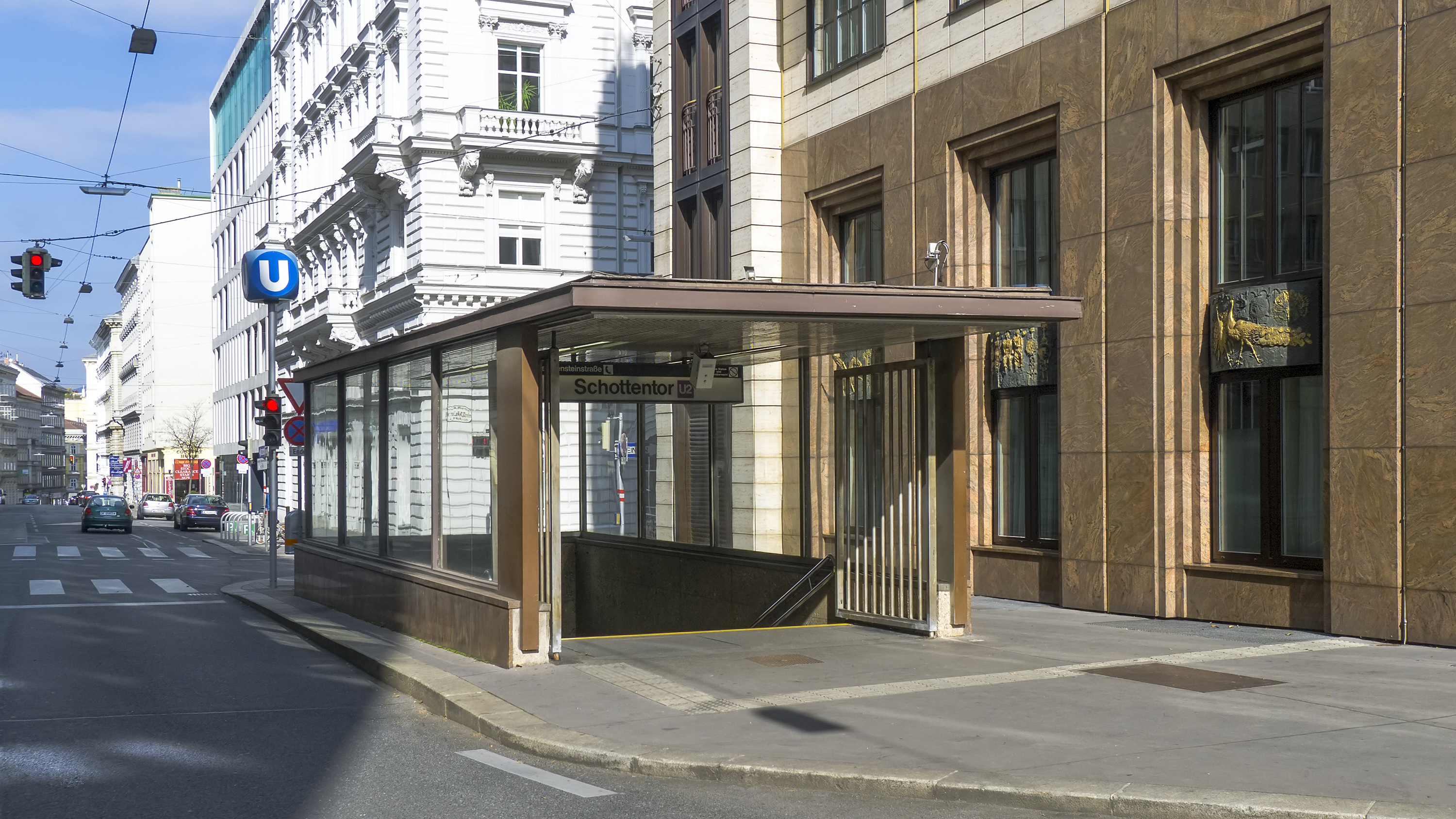
Ausgang Hohenstaufengasse
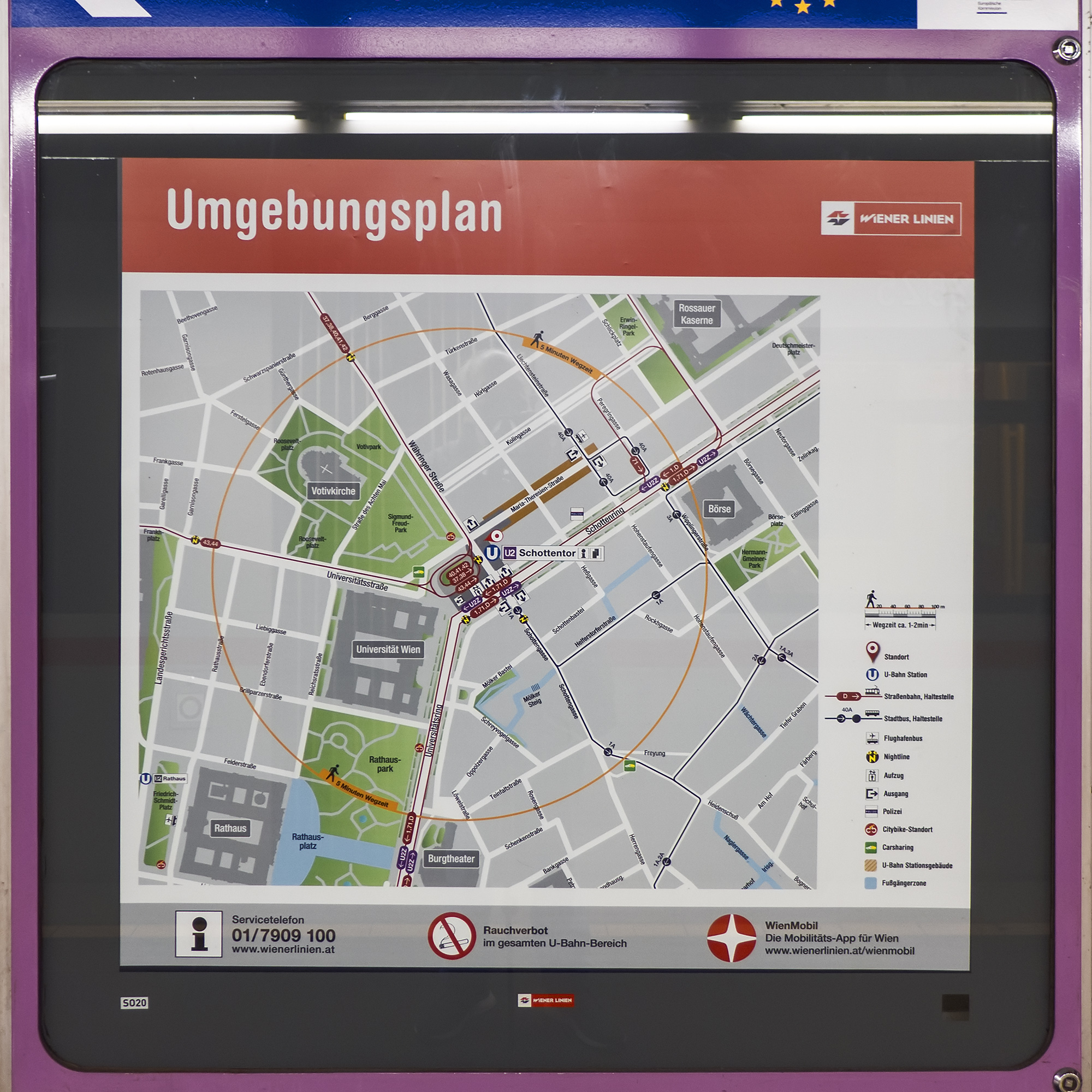
Umgebungsplan
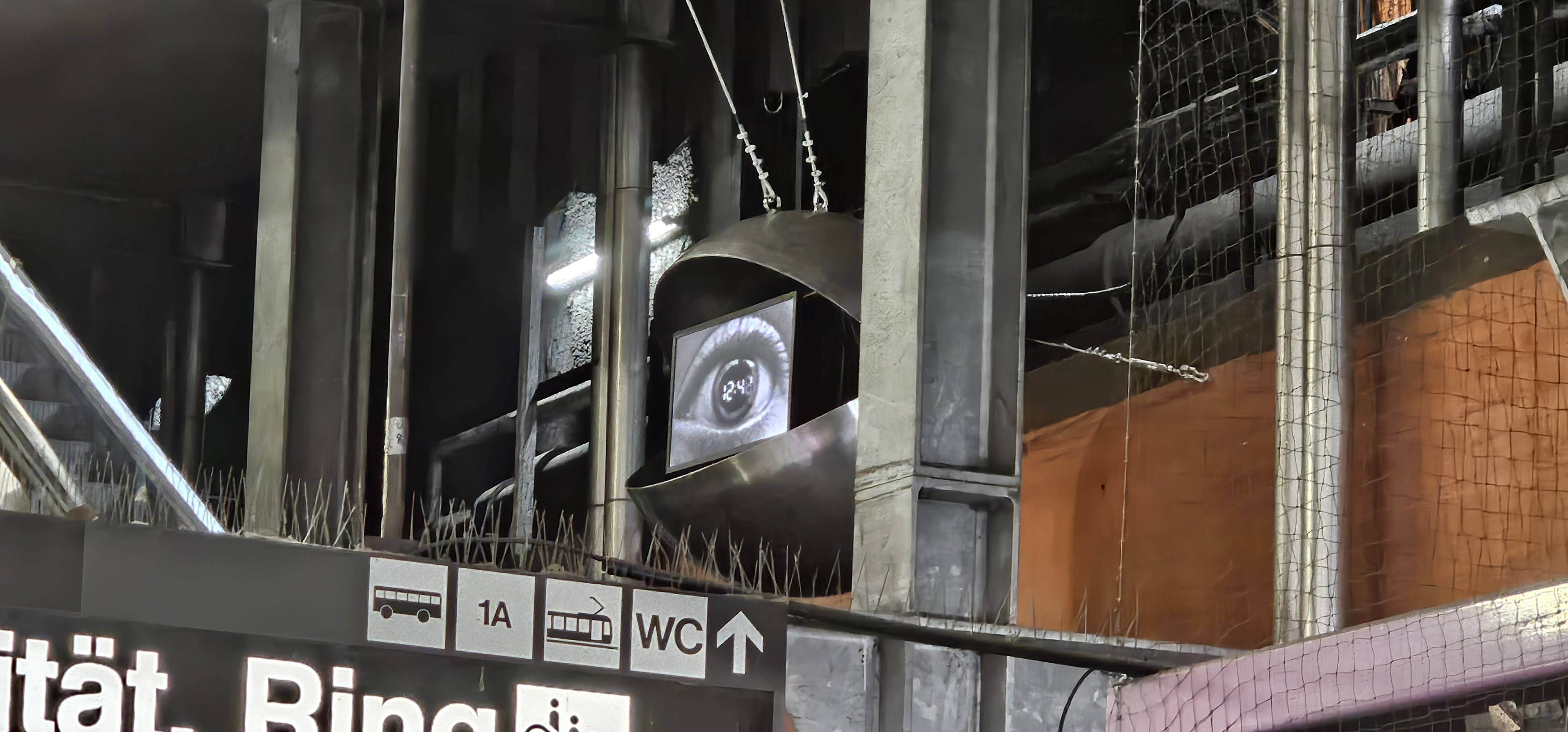
Die Installation Einen Augenblick Zeit von Hofstetter Kurt

Aufgrund der Realisierung des Ausbauprojekts „Linienkreuz U2/U5“ und der für den automatischen Betrieb auf der zukünftigen U5 erforderlichen Umbauten an den Stationen Rathaus, Volkstheater, Museumsquartier und Karlsplatz waren diese vom 31. Mai 2021 bis zum 6. Dezember 2024 gesperrt. Bis auf wenige Tage mit Vollsperrung der Strecke zwischen Praterstern und Karlsplatz zu Adaptierungsarbeiten war die Station Schottentor für drei Jahre Endstation der Linie U2.